# Le Loupiot
Pour plus de détails, voir Fiche technique et Distribution.
Le Loupiot (titre original : Judy of Rogue's Harbor) est un film muet américain réalisé par William Desmond Taylor, sorti en 1920.

## Fiche technique
- Titre original : Judy of Rogue's Harbor
- Titre français : Le Loupiot

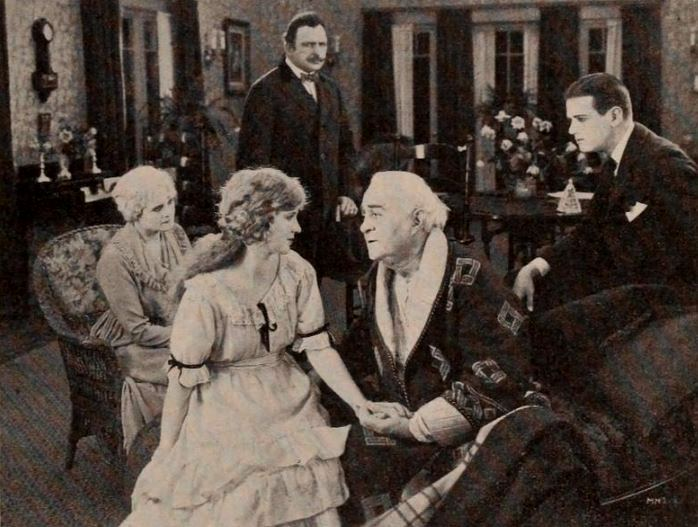
Une scène du film, avec Mary Miles Minter et plusieurs acteurs.

- Réalisation : William Desmond Taylor
- Scénario : Clara Beranger, d'après le roman de Grace Miller White
- Chef-opérateur : James Van Trees
- Dates de sortie : 
  - États-Unis : 29 février 1920
  - France : 19 mai 1922[1]

## Distribution
- Mary Miles Minter : Judy

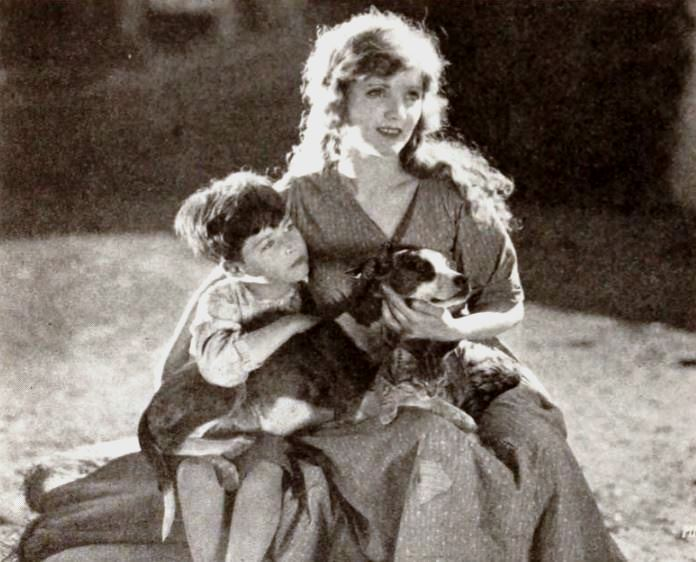
Mary Miles Minter et Frankie Lee

- Charles Meredith : Lieutenant Teddy Kingsland
- Herbert Standing : Gouverneur Kingsland
- Theodore Roberts : Grandpapa Ketchel
- Clo King : Lady des Roses
- Fritzi Ridgeway : Olive Ketchel
- Allan Sears (en) : Jim Shuckles
- Frankie Lee : Denny
- George Periolat : Peter Kingsland